# Spedizione oltramontana
(Alexander Spotswood)

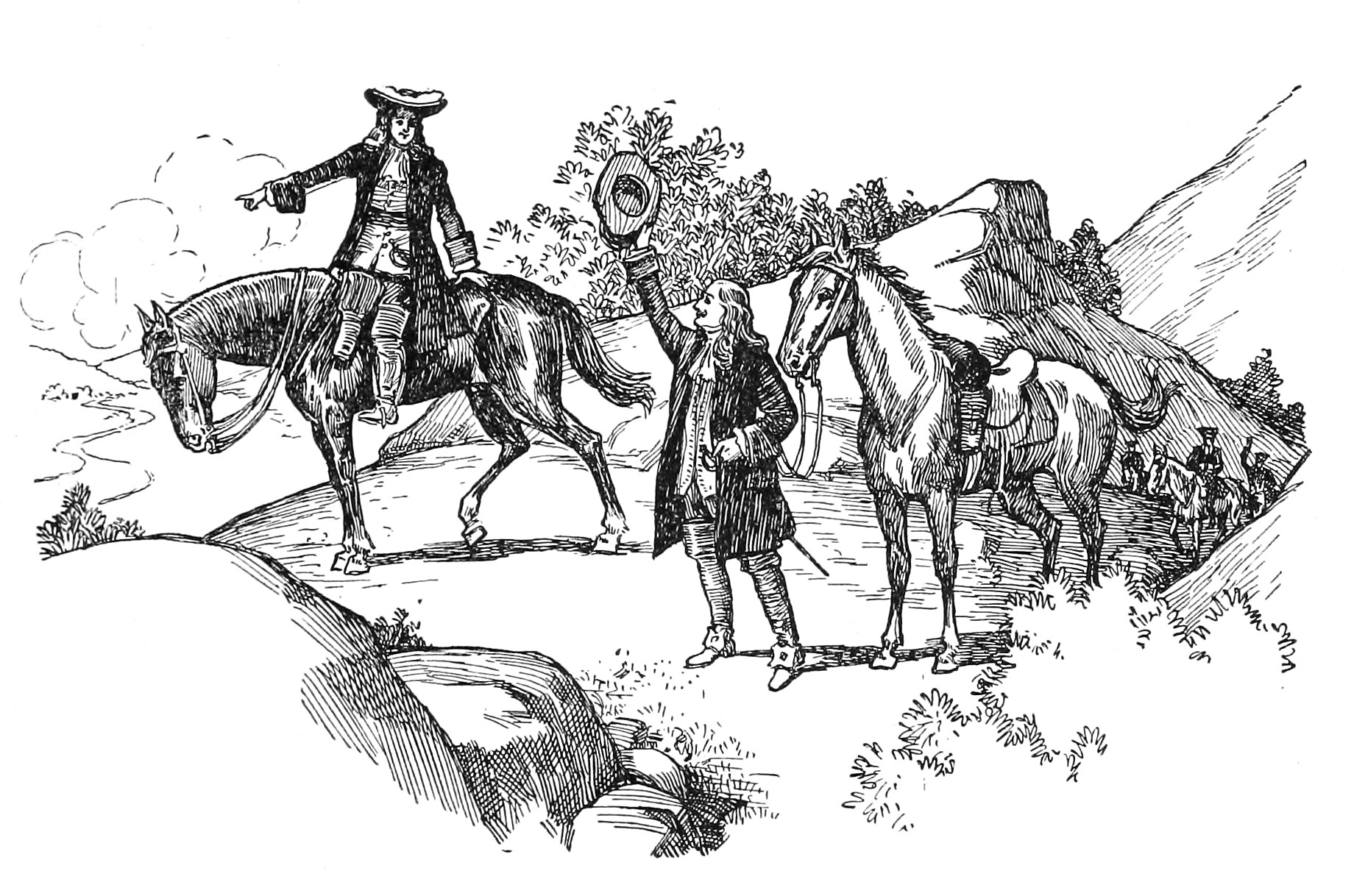
Incisione raffigurante il governatore Spotswood e i Knights of the golden horseshoe

La spedizione oltramontana (in inglese Transmontane Expedition) fu una spedizione esplorativa promossa dal governatore della colonia britannica della Virginia Alexander Spotswood nel 1716. Fu la spedizione che segnò la scoperta del primo passaggio completo al di là dei monti Blue Ridge. La missione è altresì nota in inglese come Knights of the golden horseshoe expedition, traducibile in italiano con Spedizione dei cavalieri del ferro di cavallo d'oro. Ciò è dovuto al riconoscimento assegnato dal governatore Spotswood ai circa cinquanta partecipanti, per l'appunto un ferro di cavallo d'oro.

## La spedizione

Veduta panoramica dei monti Blue Ridge

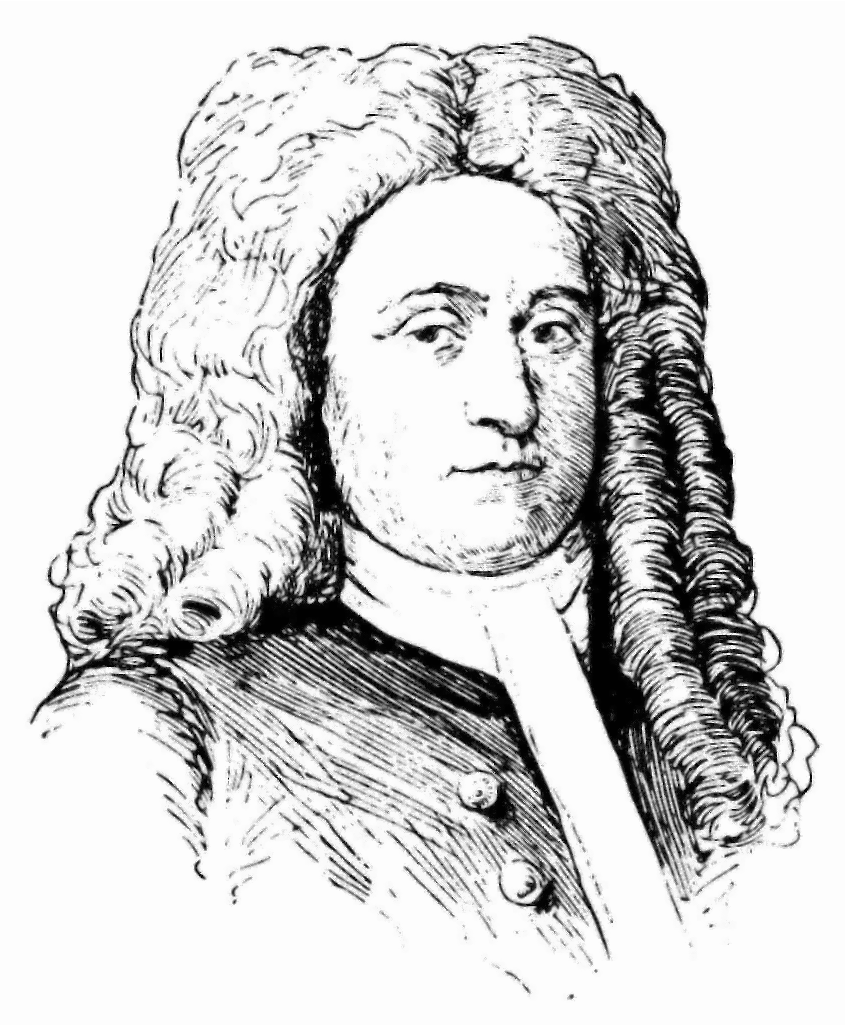
Incisione raffigurante Alexander Spotswood

Alexander Spotswood divenne governatore della Virginia nel 1710, proprio nel periodo in cui l'attesa per l'espansione della colonia era più forte. Dunque, nel 1716, Spotswood organizzò una spedizione verso ovest per rivendicare a nome della Corona i territori dell'entroterra americano. 
Spotswood partì da Williamsburg il 20 agosto 1716 con pochi uomini, diretto a Germanna, dove era stato fissato il punto di ritrovo. Qui il corpo di spedizione si costituì e il 29 agosto partirono alla volta delle montagne sessantatré uomini, tra influenti coloni, servitori, ranger e guide native, con molti cavalli e cani. La compagnia risalì il corso del fiume Rapidan, cacciando animali e bevendo in onore del re, attraverso una fitta boscaglia venata di corsi d'acqua. Durante la marcia alcuni uomini contrassero il morbillo e furono lasciati, insieme ad alcuni ranger, in un ospedale da campo allestito sul momento. Il resto del gruppo proseguì fino a raggiungere, il 5 settembre, la sorgente del fiume Rapidan sui monti Blue Ridge.
Varcarono le montagne passando attraverso una gola chiamata Swift Run Gap (a un'altitudine di 720 m), delimitata da due picchi montuosi. Spotswood battezzò il più alto dei due Mount George, in onore del re, e i suoi compagni chiamarono l'altro Mount Alexander in suo onore. Dal crinale cominciarono poi a discendere verso la valle dello Shenandoah, i primi occidentali a posarvi il piede. Attraversando boschi e prati popolati di bisonti e alci, animali fino ad allora pressoché sconosciuti, raggiunsero, dopo una decina di chilometri, il fondo della valle e il corso del fiume Shenandoah, che fu ribattezzato Euphrates. Qui furono sparati colpi di fucile in onore del sovrano e fu tenuto un grande brindisi. Spotswood incise il nome del re su una roccia e, in una bottiglia di vino vuotata, inserì una carta contenente la rivendicazione territoriale britannica sul fiume e sul territorio che esso bagnava; la bottiglia fu sepolta sulla sponda del fiume.
Il 7 settembre la compagnia ripartì verso Germanna e dopo dieci giorni fece ritorno a Williamsburg. L'inverno seguente Spotswood donò a ciascun membro della spedizione un ferro di cavallo d'oro in miniatura, che recava un'incisione in lingua latina:
La spedizione fu da allora conosciuta anche come Knights of the golden horseshoe expedition («spedizione dei cavalieri del ferro di cavallo d'oro»). Definita dallo storico Walter Havighurst, biografo di Spotswood, come «l'episodio più romantico della storia della Virginia», riveste un ruolo storico di primo piano non tanto per i risultati pratici effettivamente conseguiti, quanto per l'impulso e l'ispirazione che diede a chi si volle avventurare, in seguito, all'esplorazione dell'interno delle colonie americane.
La spedizione oltramontana di Spotswood ha lasciato tracce considerevoli anche nella letteratura americana. Pochi mesi dopo il ritorno della compagnia, un professore di umanistica al College di William e Mary, Arthur Blackamore, scrisse un breve poema in latino celebrante la spedizione, Expeditio ultramontana. L'originale latino, considerato tra i migliori esempi di poesia latina nell'America del XVIII secolo, è andato perduto, ma sopravvive integralmente la versione inglese che ne diede George Seagood nel 1729. A più di un secolo di distanza, nel 1835, William Alexander Caruthers pubblicò un romanzo cavalleresco intitolato The Knights of the Golden Horse-Shoe, che riprende, rielaborandola in parte, la storia della spedizione. Anche nel Novecento il poeta Gertrude Claytor trattò la Spedizione oltramontana in una poesia commemorativa che fu incisa, nel 1934, in una placca bronzea posta nei pressi di Swift Run Gap.

## Partecipanti
Il numero totale dei partecipanti alla spedizione ammonta a più di una cinquantina di elementi, fra i quali vanno conteggiati anche quattro indiani Meherrin e quattordici ranger.
Questi sono i nomi dei partecipanti noti:

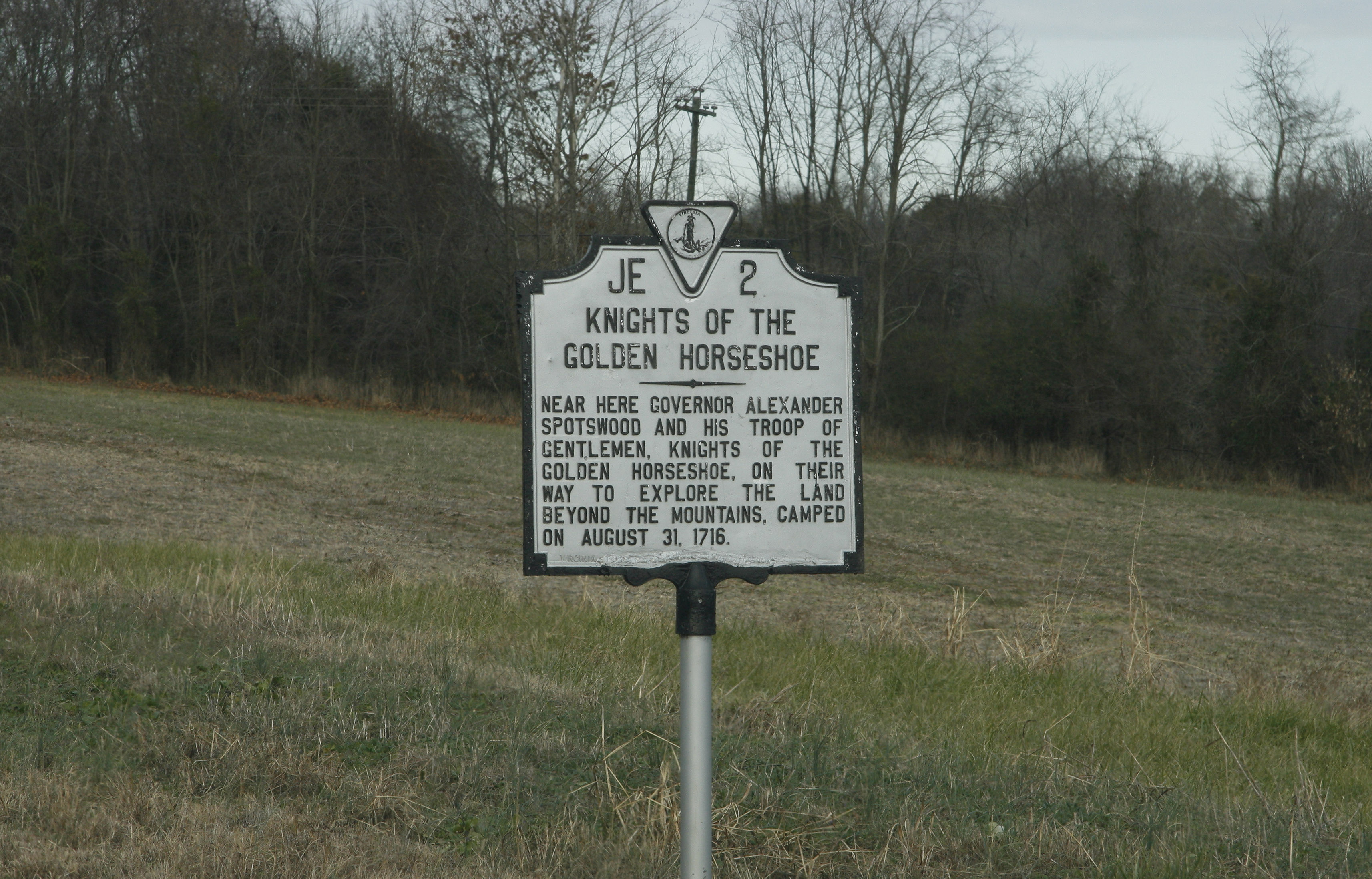
Targa commemorativa intitolata ai Knights of the Golden Horseshoe

- Alexander Spotswood
- Robert Beverley I
- Benjamin Harrison
- Robert Francis Brooke
- Captain Jeremiah Clouder
- John Fontaine
- George Mason III
- Colonel William Robertson
- Dr. Robinson
- Mr. Todd
- William Clopton Jr.
- William Russell
- Austin Smith
- James Taylor
- Peter Berkeley
- George Wythe

- William Beverley
- Theodorick Bland
- Thomas Bray
- William Byrd
- Kit Carter
- Nathaniel Dandridge
- Dudley Digges
- Dr. Evelyn
- Thomas Fairfax
- John Fitzhugh
- Henry Hall
- George Hay
- Joe Jarvis
- Rev. Hugh Jones
- Francis Lee

- Henry Lee
- Charles Ludwell
- Charles Mercer
- Bernard Moore
- William Moseley
- John Munroe
- Alexander Nott
- Mann Page
- Edmund Pendleton
- John Peyton
- John Randolph
- Edward Saunders
- Peyton Skipwith
- John Washington
- Ralph Wormley
- Oliver Yelverton

## Placche commemorative
Nel 2004 è stata posata una placca commemorativa vicino al sentiero degli Appalachi, nel luogo in cui avvenne lo storico attraversamento dei monti Blue Ridge. Questa targa commemorativa è andata ad affiancare un precedente monumento a forma di piramide, risalente al 1921, sempre in memoria della spedizione oltramontana.
Questo è il testo inscritto: